# Jochstock
Jochstock är en bergstopp i Schweiz.   Den ligger i distriktet Interlaken-Oberhasli och kantonen Bern, i den centrala delen av landet, 70 km öster om huvudstaden Bern. Toppen på Jochstock är 2 564 meter över havet.
Terrängen runt Jochstock är huvudsakligen mycket bergig. Närmaste större samhälle är Engelberg, 5,5 km norr om Jochstock. 
Trakten runt Jochstock består i huvudsak av gräsmarker. Runt Jochstock är det mycket glesbefolkat, med 3 invånare per kvadratkilometer.